# Известия РАН. Серия физическая
Известия Российской академии наук. Серия физическая (до 1992 года — советский журнал «Известия Академии наук СССР. Серия физическая») — российский научный журнал.
Издание содержит полнотекстовые статьи по наиболее актуальным разделам современного естествознания: физика и астрономия, физика твердого тела, нанофотоника, нелинейная оптика, рентгеновская оптика, оптическая спектроскопия, ядерная физика, космические лучи, физика Солнца, физические приложения в науках о жизни, медицинская физика и другие.

## О журнале
Более 80 лет главной целью журнала является предоставление авторам возможности опубликовать и обсудить результаты актуальных фундаментальных и прикладных научных исследований, представленных на конференциях, симпозиумах и научных школах, организованных Российской академией наук, которые признаны мировым научным обществом и междисциплинарными экспертами. К опубликованию принимаются полнотекстовые статьи, подготовленные по материалам лучших докладов, рекомендованных программными комитетами конференций, которые интересны широкому кругу читателей. Статьи, содержащие новые, нигде ранее не опубликованные результаты, проходят научное рецензирования как минимум двумя независимыми рецензентами и публикуются в специальных тематических выпусках журнала. Журнал открыт для публикации наиболее авторитетных и передовых результатов исследований в области фундаментальной и прикладной физики, полученных в России и странах ближнего зарубежья, а также от авторов со всего мира.
Журнал входит в "Белый список" Российского центр научной информации (РЦНИ), по состоянию на 2025.01.01 присвоена 3-я категория (квартиль).; в Перечень рецензируемых изданий, в которых должны быть опубликованы основные научные результаты диссертаций на соискание учёной степени кандидата и доктора наук и входит в российскую систему научного цитирования РИНЦ.
Переводная версия журнала — Bulletin of the Russian Academy of Sciences: Physics — индексируется в Scopus и входит в базу данных Russian Science Citation Index на платформе Web of Science. Кроме того, журнал включён в другие международные реферативные базы данных и системы цитирования: INSPEC, Astrophysics Data System (ADS), Zentralblatt Math, Chemical Abstracts Service (CAS), Google Scholar, Academic OneFile, EICompendex, Expanded Academic, OCLC, SCImago, Summon by ProQuest.
Журнал издается Российской академией наук под руководством Отделения физических наук РАН. Составитель — редакционная коллегия журнала «Известия РАН. Серия физическая».
Свидетельство о регистрации средства массовой информации № 0110228 от 8 февраля 1993 г., выдано Министерством печати и информации Российской Федерации.

## История
Журнал основан в 1936 году С. И. Вавиловым. Главными редакторами журнала в разные годы были такие выдающиеся советские и российские учёные, как академики С. И. Вавилов, А. Ф. Иоффе, А. А. Лебедев, член-корреспондент Б. С. Джелепов, академики А. В. Гапонов-Грехов и Ф. В. Бункин. В настоящее время главным редактором журнала является член-корреспондент РАН Д. Р. Хохлов.
С 1973 года журнал переводится на английский язык. До 2008 года англоязычная версия «Bulletin of the Russian Academy of Sciences: Physics» издавалась американским издательством Allerton Press, Inc. NY, в настоящее время издаётся компанией Pleiades Publishing, Ltd., распространяется издательством Springer. ISSN англоязычной версии 1062-8738. Начиная с 2019 года единственным учредителем журнала является РАН (до этого, учредителями были РАН и Институт прикладной физики РАН). До 2018 года журнал выпускался ФГУП «Издательство «Наука». С 2018 по 2023 гг. подготовка оригинала-макета и выпуск журнала осуществлялся по государственным контрактам с ООО «ИКЦ «Академкнига».
С 2024 года русскоязычная версия журнала подготавливается и распространяется издательством "Наука" и Российским центром научной информации под эгидой Российской академии наук.

## Редакционная коллегия
Главный редактор: Хохлов, Дмитрий Ремович (чл.-корр. РАН, д.ф.-м.н.; МГУ, Москва, Россия)
Заместитель главного редактора: Наумов, Андрей Витальевич (чл.-корр. РАН, профессор РАН, д.ф.-м.н.; ФИАН, ИСАН, МПГУ, Москва, Троицк, Россия)
Заместитель главного редактора: Воронов, Виктор Васильевич (д.ф.-м.н.; ОИЯИ, Дубна, Россия)
Редакционный совет:
- Зеленская, Наталья Семеновна (д.ф.-м.н., профессор; МГУ, Москва, Россия)
- Калачёв, Алексей Алексеевич (чл.-корр. РАН, профессор РАН, д.ф.-м.н.; КФТИ ФИЦ КазНЦ РАН, Казань, Россия)
- Килин, Сергей Яковлевич (иностранный член РАН, академик НАНБ, Президиум НАНБ, Институт физики имени Б. И. Степанова, Минск, Белоруссия)
- Leuchs, Gerd (иностранный член РАН, профессор; Friedrich-Alexander-Universität Erlangen-Nürnberg, Erlangen, Germany)
- Либанов, Максим Валентинович (чл.-корр. РАН, профессор РАН, д.ф.-м.н.; (ИЯИ РАН, Москва, Троицк, Россия)
- Plakhotnik, Taras (профессор; The University of Queensland, Brisbane, Australia)
- Rebane, Alexander (профессор; Montana State University, Bozeman, USA)
- Сигов, Александр Сергеевич (академик РАН, профессор, д.ф.-м.н.; РТУ МИРЭА, Москва, Россия)
- Хайдуков, Евгений Валерьевич (д.ф.-м.н.; РХТУ, Москва, Россия)

Заведующий редакцией:
Каримуллин, Камиль Равкатович (ИСАН, Москва, Россия)
В состав редакционного совета в разные годы входили выдающиеся советские и российские учёные: А. П. Сухоруков, М. И. Панасюк, А. М. Глезер и другие.